# 必要不可欠なサービス
必要不可欠なサービス（ひつようふかけつなサービス）は、政府により立法され、ストライキ禁止といった労働運動に関する特別な制限がある職業である。
国際労働機関（国際連合の専門機関）は、必要不可欠なサービスと最小のサービスを区別している。
必要不可欠なサービスと定義された業種は、組織や政府によって異なるが、一般には、病院とその他のヘルスケア、電気、上水道、法執行機関、消防、食などを含む。
Basic Concepts of Oops in Java

## 公衆衛生の緊急事態
また、必要不可欠なサービスは、人々の健康や福祉において不可欠であり、災害時ですら維持する必要があるサービスを指すこともある。新型コロナウイルス感染症のパンデミックでは、多くの管轄区域がウイルス拡散を抑制するために、必要不可欠ではないサービスを数週間ほど閉鎖するように命じた。アメリカ合衆国国土安全保障省のCybersecurity and Infrastructure Security Agencyは、パンデミックの制御とその影響の管理に不可欠であると決定した活動を定義する行政指導を全国に発した。
パンデミックにおいて、少なくとも一部の労働者が不可欠なものと分類した業種の例は以下の通り。
- ヘルスケア、公衆衛生、福祉
- 法執行機関、治安、緊急対応要員
- 食と農業
- エネルギー
- 上水道と下水道
- 交通機関と物流
- 公共事業
- 通信と情報技術
- その他の地域密着型の機能と国営
- Critical manufacturing
- サプライチェーン
- 小売と卸売
- 建設
- 金融活動
- リソース
- 環境サービス
- 公共事業と地域サービス
- 通信事業
- 研究
- 司法
- 事業規制と監察